# Hodgesia malayi
Hodgesia malayi är en tvåvingeart som beskrevs av George Frederick Leicester 1908. Hodgesia malayi ingår i släktet Hodgesia och familjen stickmyggor. Inga underarter finns listade i Catalogue of Life.